# Frontière entre la Géorgie et l'Ossétie du Sud-Alanie
La frontière entre la Géorgie et l'Ossétie du Sud est la frontière de facto entre la Géorgie et la République autoproclamée d'Ossétie du Sud. L'Ossétie du Sud, et les États qui reconnaissent son indépendance, considèrent la frontière comme une frontière internationale séparant deux États distincts, alors que le gouvernement géorgien ne la reconnaît même pas comme une frontière administrative interne, la zone revendiquée par la République d'Ossétie du Sud étant partagée entre plusieurs régions géorgiennes.

## Description
La frontière commence à l'ouest au tripoint occidental avec la Russie sur les montagnes du Caucase, juste au sud du mont Ouilpata, et se poursuit par voie terrestre en un arc en forme de W, retournant dans les montagnes du Caucase au tripoint oriental russe juste au nord du mont Zilga-Khokh.

## Histoire
Au cours du XIXe siècle, la région du Caucase est disputée entre l'Empire ottoman en déclin, la Perse et la Russie, qui s'étend alors vers le sud. La Russie a officiellement annexé le royaume géorgien oriental de Karthl-Kakhétie en 1801 (y compris la région de l'Ossétie du Sud moderne), suivi du reste de la Géorgie en 1804, à la suite de la construction d'une base à Vladikavkaz en 1784. La construction de la route militaire géorgienne a commencé en 1799, à la suite du traité de Guiorguievsk. Au cours des années 1800, la Russie continue de pousser sa frontière vers le sud, au détriment des empires perse et ottoman. Les territoires géorgiens ont été initialement organisés en gouvernement de Géorgie, puis plus tard séparés en tant que gouvernement de Géorgie-Iméréthie à partir de 1840-1846, et finalement divisé en gouvernement de Tiflis et gouvernement de Koutaïssi. Contrairement à l'Abkhazie, l'Ossétie du Sud n'a jamais été une entité territoriale avant l'ère soviétique, et elle a été subsumée dans ces diverses divisions administratives.
Après la Révolution russe de 1917, les peuples du Caucase méridional font sécession de la Russie, déclarant la République fédérative démocratique de Transcaucasie en 1918, et entament des pourparlers de paix avec les Ottomans. La région de l'Ossétie du Sud moderne est incluse dans la Géorgie, bien que de nombreux Ossètes, qui étaient alors généralement des locataires plus pauvres et ruraux que les propriétaires terriens géorgiens, étaient plus sympathiques à la cause bolchevique. Un Conseil national d'Ossétie du Sud est formé, qui pousse à l'annexion par la Russie ou l'autonomie ossète. Les tensions croissantes conduisent à des violences ethniques sporadiques, aboutissant à un conflit militaire en 1918-1920, entraînant des milliers de morts et un approfondissement des divisions ethniques entre les Ossètes et les Géorgiens.
En 1921, avec le soutien de nombreux Ossètes, l'Armée rouge envahit avec succès la Géorgie. En partie en récompense de leur fidélité à la cause soviétique, les Ossètes de Géorgie se voient accorder un oblast autonome. Comme aucune entité politique sud-ossète n'avait existé jusqu'à présent, une frontière aurait été tracée à partir de zéro, une proposition difficile étant donné les populations mixtes et la géographie difficile de la région. Les révkoms géorgien et ossète n'ont pas été en mesure de parvenir à un accord sur la question, et il a donc été renvoyé au Kavbiuro soviétique en octobre 1921. La frontière ainsi tracée utilise les limites administratives existantes lorsque possible ou des caractéristiques géographiques telles que des chaînes de montagnes, bien que les facteurs ethnographiques aient été le principal déterminant. Malgré cela, plusieurs villages et villes habités par des Géorgiens sont inclus en Ossétie du Sud, le plus notable Tskhinvali qui est désigné comme la capitale de l'Ossète du Sud bien que les Ossètes y soient une minorité, celle-ci étant la seule ville de taille de la région qui pouvait servir cet objectif. Son inclusion exige que plusieurs villages géorgiens au nord de la ville fassent ipso facto partie de l'Ossétie du Sud. D'autre part, plusieurs zones ossètes ont également été laissées du « mauvais » côté, notamment la zone de Kobi à cheval sur la route militaire géorgienne.

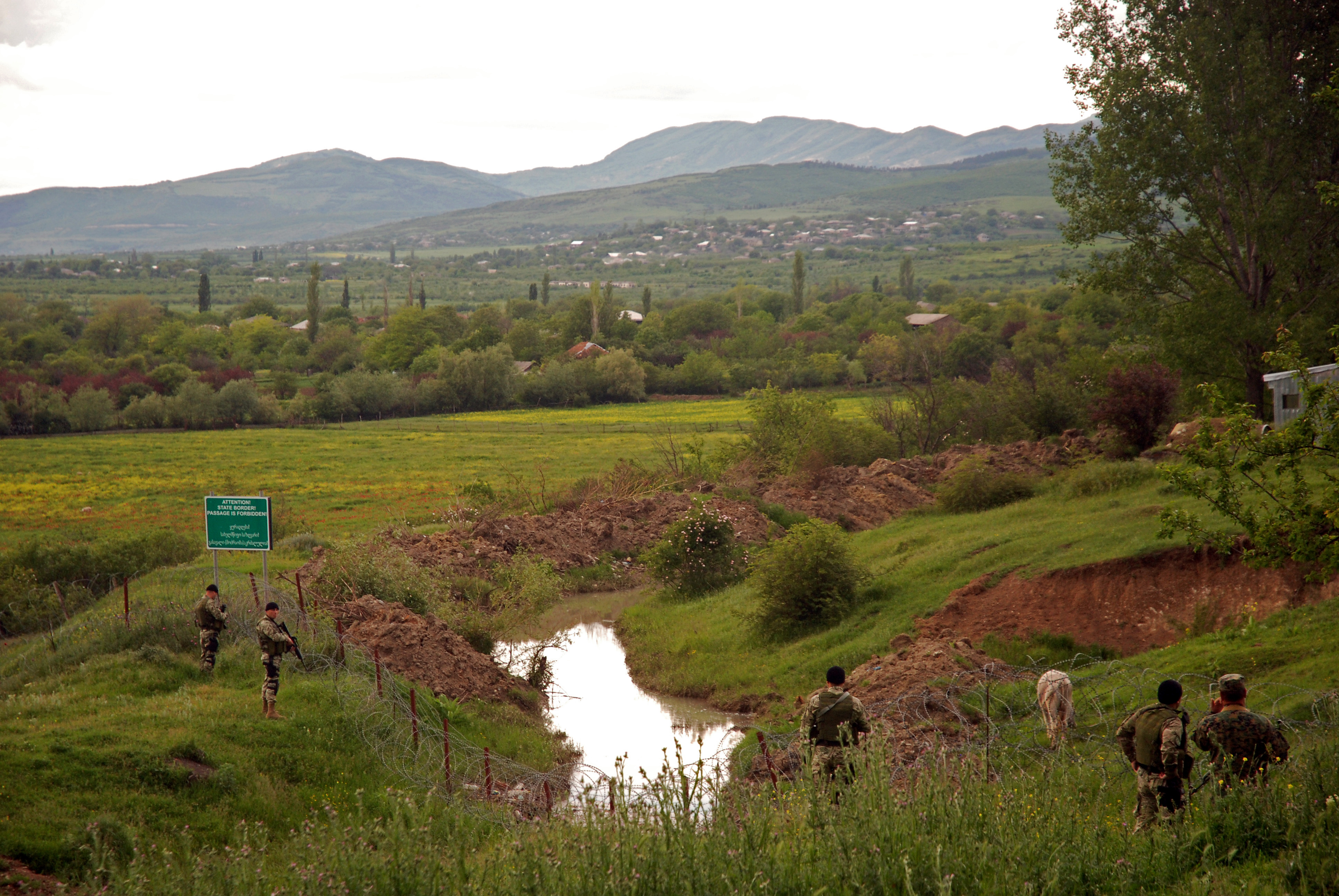
La ligne d'occupation Ossétie du Sud près la ville géorgienne de Khourvaleti.

La création de l'oblast autonome d'Ossétie du Sud a été officiellement proclamée le 20 avril 1922 en tant que zone semi-autonome au sein de la République socialiste soviétique géorgienne. La Géorgie est ensuite incorporée avec l'Arménie et l'Azerbaïdjan dans la RSFS de Transcaucasie au sein de l'URSS. La RSS de Géorgie est reconstituée en 1936, incorporant l'OA d'Ossétie du Sud. Certains Ossètes du Sud sont restés mécontents de leur subordination à la Géorgie : en 1925 il y a un mouvement raté pour fusionner la région avec l'Ossétie du Nord. Comme ailleurs dans l'Union soviétique, l'établissement de la frontière est souvent décrit comme un exercice cynique de « diviser pour régner », mais Arsène Saparov, un érudit qui étudie en détail le cours des événements qui ont conduit à la création de l'Ossétie du Sud, déclare que « l'autonomie de l'Ossétie du Sud a été, à long terme, une tentative infructueuse de règlement des conflits par les bolcheviks, et non le produit de manipulations délibérées de Staline - comme on le croit fréquemment. Les limites de l'autonomie n'ont pas été tracées arbitrairement, mais tenter de mettre en œuvre certains principes (ethnographiques, politiques et idéologiques) sur le terrain ».
À la fin des années 1980, avec l'avènement de la perestroïka et de la glasnost sous Mikhaïl Gorbatchev, les tensions s'élèvent entre les Ossètes et les Géorgiens, les Ossètes poussant pour un statut souverain au sein de l'URSS. Les tensions mènent à de violents affrontements entre Géorgiens et Ossètes à Tshkhinvali à la fin de 1989. En décembre 1990, le président géorgien Zviad Gamsakhourdia abolit le statut autonome de l'Ossétie du Sud, déclenchant la guerre de 1991–1992. Après de violents combats et environ 1 000 à 2 000 morts, un cessez-le-feu est signé en 1992, laissant le territoire de l'ancienne Ossétie du Sud divisé entre des zones tenues par les séparatistes et la Géorgie.
Les tensions augmentent après l'élection de Mikheïl Saakachvili à la présidence de la Géorgie en 2004, celui-ci ayant promis de restaurer le contrôle géorgien sur les régions séparatistes d'Abkhazie, d'Adjarie et d'Ossétie du Sud. En 2008, de hautes tensions entre forces ossètes et la police géorgienne déclenchent une guerre avec la Russie qui se termine par la défaite de la Géorgie et l'expansion du contrôle ossète sur tout le territoire de l'ancienne Ossétie du Sud. La ville d'Akhalgori est prise par les Ossètes le 17 août. Le 18 octobre 2010, les forces d'occupation quittent le village de Perevi, qui retourne sous contrôle géorgien.

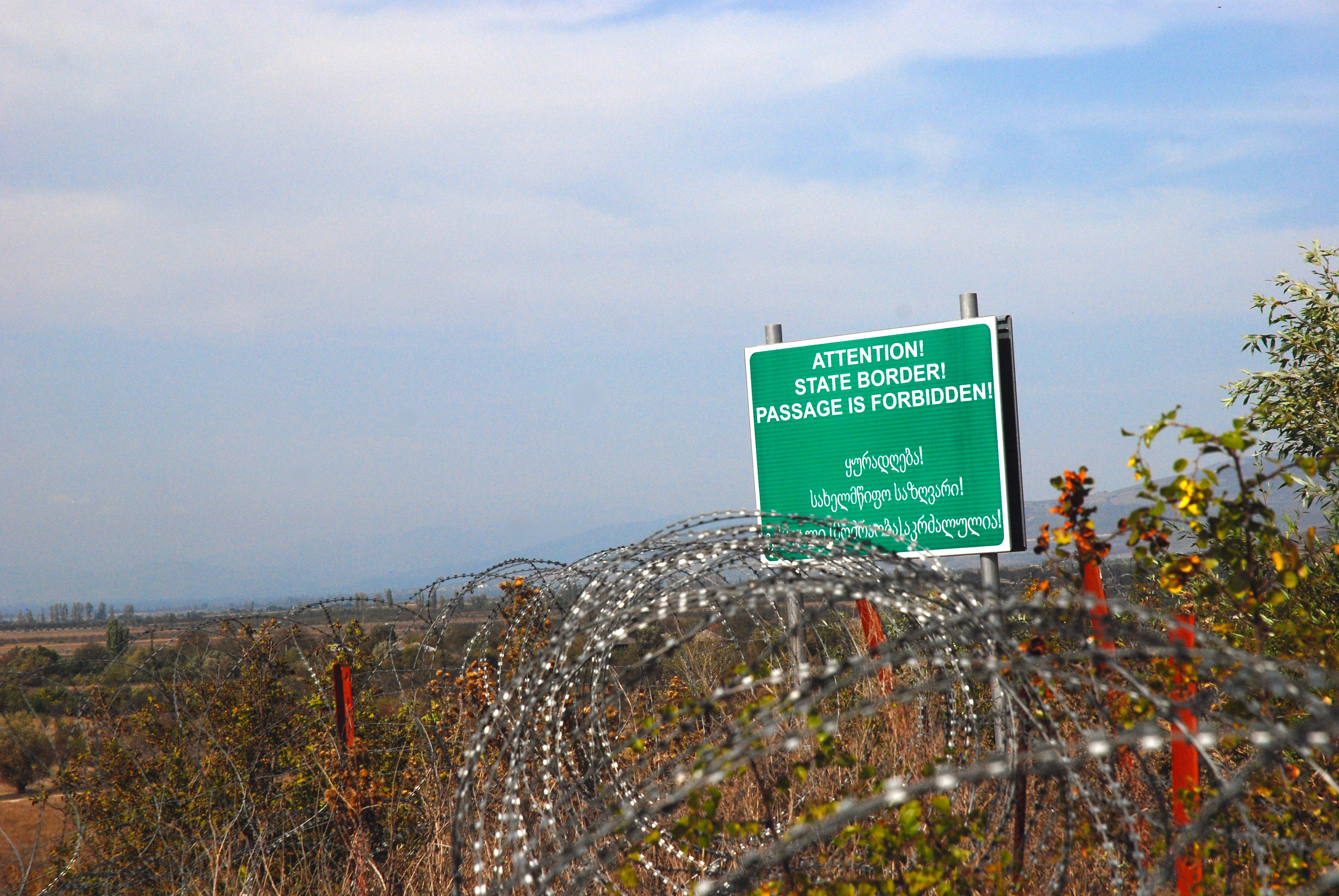
La ligne d'occupation

Après la guerre, la Russie reconnaît l'indépendance de l'Ossétie du Sud et de l'Abkhazie. Depuis 2009, les troupes russes et ossètes commencent à délimiter unilatéralement la frontière Géorgie-Ossétie du Sud sur le terrain avec des clôtures et des panneaux, dans un processus connu sous le nom de « frontièrisation ». La Géorgie rejette le processus comme étant illégal et est particulièrement préoccupée car elle prétend que la frontière est étendue au-delà des limites de l'ancien oblast autonome d'Ossétie du Sud et jusqu'en Géorgie « proprement dite ». Le processus est également critiqué car il a séparé les populations locales de leurs terres qui tombent du « mauvais » côté de la ligne, et la militarisation accrue entrave les mouvements transfrontaliers. Tbilissi, l'Union européenne et les autres puissances occidentales nomment la frontière de facto la « ligne d'occupation ». En 2019, lors d'une conférence de presse entre la présidente géorgienne Salomé Zourabichvili et son homologue estonienne Kirsti Kaljulaid, celle-ci la nomme « ligne du mal ».

## Points de passage
Il n'y a pas de point de passage légal à la frontière Géorgie-Ossétie du Sud. Cependant, plusieurs points de passage informels ont été mis en place au fil des années pour faciliter le transit des Géorgiens de souche vivant en Ossétie du Sud, notamment à des fins agricoles et commerciales. Ceux-ci incluent les points de passage d'Odzissi, Perevi et Ergneti. Ces points, tout comme le reste de la frontière, sont observés par la mission de surveillance de l'Union européenne.
Néanmoins, les forces militaires sud-ossètes et russes arrêtent chaque année des dizaines de Géorgiens pour « franchissement illégal de la frontière », un processus fortement condamné par Tbilissi car la délimitation entre la Géorgie et sa république séparatiste n'est pas claire dans de nombreuses régions. Plus particulièrement, l'arrestation du célèbre médecin géorgien Vaja Gaprindachvili en 2019 pour avoir rendu visite à un patient en Ossétie du Sud a été sévèrement critiquée par l'occident.
Depuis le début de la pandémie de COVID-19 en Géorgie, Tskhinvali a ordonné la fermeture de chaque point de passage, une décision qui, selon Tbilissi, a conduit à une grave crise humanitaire dans la région.